# Хемси, Зак
Зак Хе́мси (англ. Zack Hemsey; 30 мая 1983, США) — американский музыкант, композитор, кинокомпозитор, рэпер
 и музыкальный продюсер.

## Карьера
Его работа была в значительной степени популяризирована благодаря использованию в фильмах и кинотрейлерах. Примечательным примером был «Трейлер 3» фильма 2010 года «Начало», в котором было использовано его произведение «Mind Heist»; существует распространенное заблуждение, что часть этого трейлера была написана Хансом Циммером, потому что Циммер написал официальный саундтрек к фильму. Также «Mind Heist» можно услышать во введении видеоигры «Madden NFL 12» и иногда композиция используется в шоу «America's Got Talent». Музыка Хемси также использовалась в трейлерах фильмов «Два ствола», «Город воров» и «Линкольн». Композиция «Vengeance» была в трейлере фильма «Великий уравнитель», в трейлере второго сезона телесериала HBO «Игра престолов» и трейлере для мини-сериала 21st Century Fox «24: Проживи ещё один день», последний из которых транслировался во время Супербоула-2014.
Хемси начал свою карьеру в качестве композитора хип-хоп группы «Nine Leaves», где он также был одним из пяти лириков / MC. Он начал сольную карьеру в 2010 году с выпуском «Empty Room» и продолжал самостоятельно выпускать свои собственные студийные альбомы и синглы на Epic Music, все из которых имеют тенденцию сочетать элементы оркестровой музыки, хип-хопа, мирового инструментария и альтернативного рока.
Хемси написал статьи по различным темам, которые он опубликовал в своем личном блоге «Thoughts & Ramblings». Среди тем статей ММА, рождение его ребёнка и исследовательский документ о редкой инфекции GBS, которая может возникать у новорожденных.

## Дискография
Студийные альбомы
- Empty Room (2010)
- The Way (2011)
- Ronin (2013)
- Nomad (2016)

Мини-альбомы
- Mind Heist (2011)
- The Candidate (original score) (2011)
- That Which You Seek (2012)

Синглы
- Empty Room (Trailer Version) (2010)
- R.E.F. (Warrior's Lullabye) (2010)
- Lifespan (Resurrection) (2011)
- Revelations (Remix) (2011)
- Changeling (New Beginnings) (2011)
- Finding Home (2012)
- The Home Of A People (2012)

Бонусный контент
- Empty Room (The Instrumentals) (2010)
- The Way (Bonus Disk) (2011)
- Ronin (Instrumentals) (2014)
- Nomad (Instrumentals) (2017)

Видеоклипы
- Waiting Between Worlds (2012)[15]

Студийные альбомы (в составе «Nine Leaves»)
- Nine Leaves (2006)
- Peace In Death (2008)

## Музыка в трейлерах
| Film                            | Song Title             | Year |
| ------------------------------- | ---------------------- | ---- |
| Начало                          | "Mind Heist"           | 2010 |
| Город воров                     | "Redemption"           | 2010 |
| Доверие                         | "Changeling"           | 2010 |
| Рухнувшие небеса                | "See What I've Become" | 2011 |
| Игра престолов                  | "Vengeance"            | 2012 |
| Transformers: Fall of Cybertron | "The Way"              | 2012 |
| Линкольн                        | "End of an Era"        | 2012 |
| Конец парада                    | "Facing Demons"        | 2013 |
| G.I. Joe: Бросок кобры 2        | "See What I've Become" | 2013 |
| Не угаснет надежда              | "Fade Away"            | 2013 |
| Джек Райан: Теория хаоса        | "Vengeance"            | 2013 |
| 24: Проживи ещё один день       | "Vengeance"            | 2014 |
| "Великий уравнитель"            | "Vengeance"            | 2014 |
| Клуб бунтарей                   | "Vengeance"            | 2014 |
| Поклонник                       | "End of an Era"        | 2015 |
| Самый жестокий год              | "The Way"              | 2015 |
| Дивергент, глава 2: Инсургент   | "See What I've Become" | 2015 |
| Мистер Робот                    | "Nice to Meet Me"      | 2016 |
| Titanfall 2                     | "See What I've Become" | 2016 |